# 飛毛腿飛彈

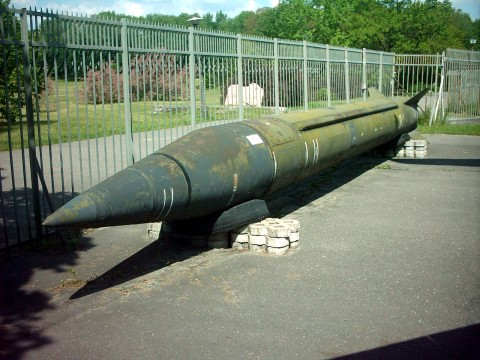
波兰 导弹 wz. 8/K-14 (Scud-B)

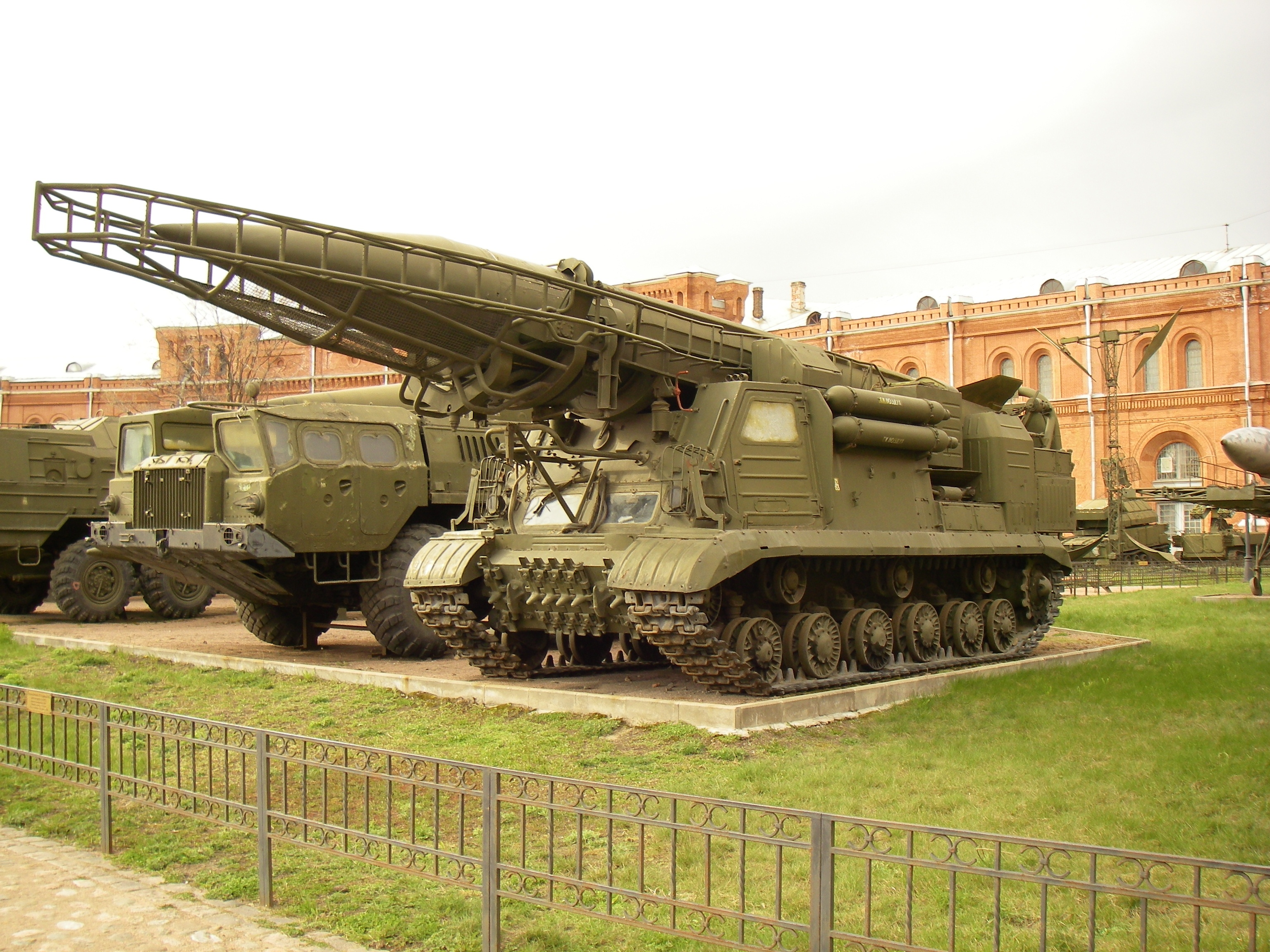
履帶車備射狀態

飞毛腿飛弹（Scud）是一个已经被大众接受了的词汇，指苏联在冷战时期开发并被广泛出口的一系列的战术弹道飛弹。这个名称是从北約代號为SS-1飞毛腿得来的，它包括了苏联的从R-11、R-17、 R-300厄尔布鲁士的一系列导弹。飞毛腿这个名字还被媒体指别的国家根据苏联原型广泛发展的许多种飛弹。如在美国有时指飞毛腿SCUD被泛指为任何国家的不是从西方原型发展出来的弹道飛弹。

## 研制

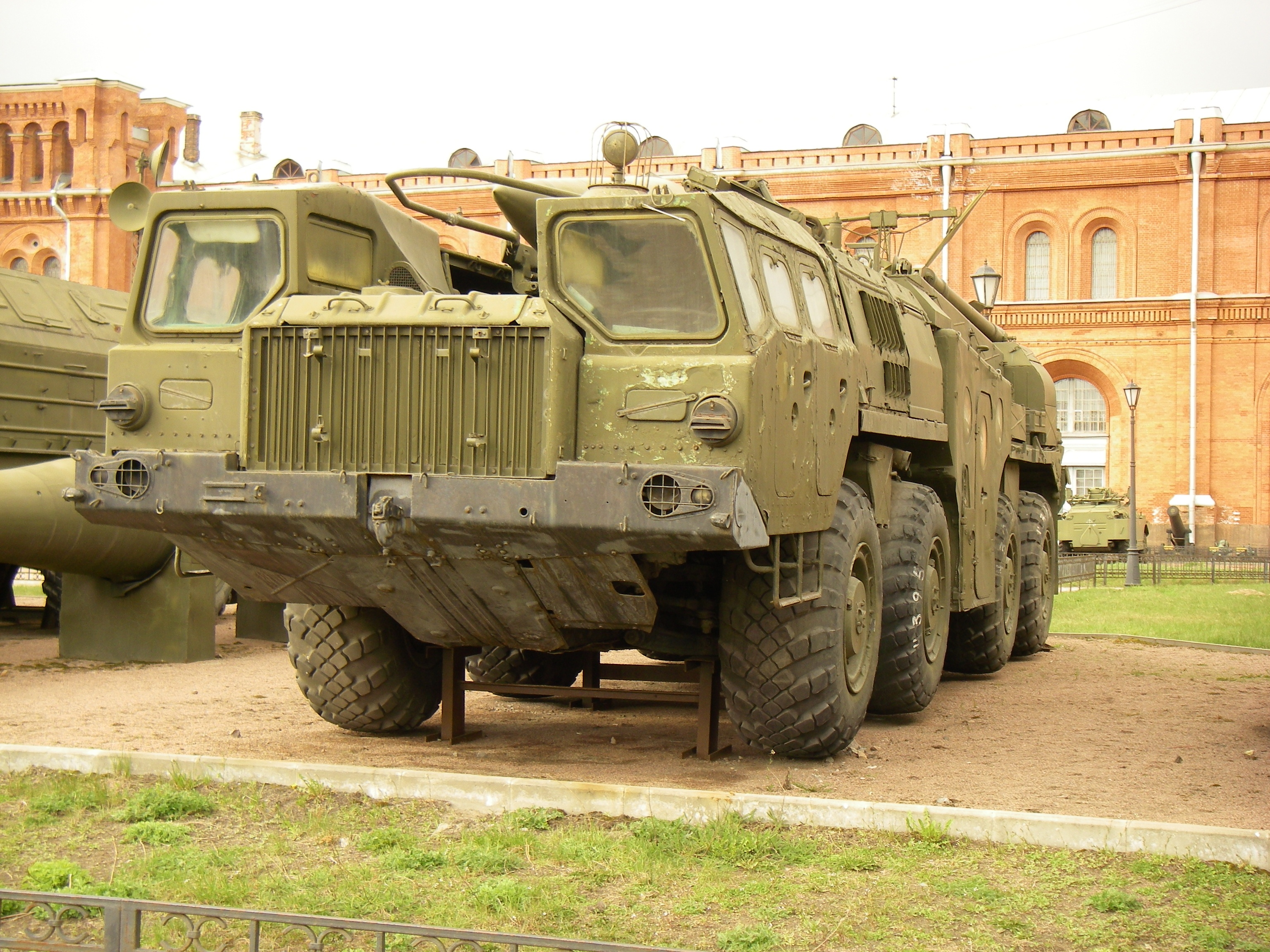
9K72导弹系统"Elbrus"(Scud B)的MAZ-543（9P117）发射车与8K14火箭

第一次「飞毛腿（Scud）」这个词是北约将R-11弹道导弹称为飞毛腿-A型（SS-1b）。更早的R-1导弹被北约称为SS-1 Scunner。是一个非常不一样的设计，几乎是德国V2火箭的直接翻版。R-11同样采用了V-2的技术，但它是一个全新的设计，尺寸更小，与V-2和R-1的气动外形不同。R-11由科罗廖夫设计局和马克耶夫火箭设计局设计，并在1957年装备苏军。R-11最有革命性的创新是A.M. Isaev设计的引擎，比V-2的多室设计（multi-chamber design）远为简单，并且用防震荡折流板（anti-oscillation baffle）防止间歇燃烧。这是苏联太空火箭所使用的更大的引擎的设计先驱。
后来发展的变种有1961年的R-300厄尔布鲁士/飞毛腿-B（SS-1c）和1965年的飞毛腿-C（SS-1d），都可以携带5-80千吨的常规高爆的核武器或化学武器（加料的VX）弹头。1980年代发展的飞毛腿-D（SS-1e）可以携带一个常规高爆弹头，一个燃料空气弹头，40个反跑道子母弹或者100个5千克的人员杀伤性小炸弹。
所有型号都是11.25公尺长（除了飞毛腿-A，10.25米）直径0.88公尺。飞毛腿-A使用煤油和硝酸的单引擎，其余型号使用UDMH和RFNA（Russian SG-02 Tonka 250）引擎。
最大速度5马赫。

## 型号

### 苏联

#### R-11
1951年，由谢尔盖·科罗廖夫领导的OKB-1的工程师维克多·马克耶夫开始设计R-11导弹系统。1953年4月18日首飞，使用伊萨耶夫设计的煤油+硝酸作为燃料的引擎。1953年12月13日，位于Zlatoust的SKB-385工厂开始生产该型号。1955年6月，Makeev成为SKB-385的总设计师。1955年7月，R-11正式入役。1958年4月1日，携带核弹头的R-11M入役。发射系统型号为8K11。
R-11M最大射程270km，如果携带50kt核弹头则最大射程为150km. 
潜射型号R-11FM (SS-N-1 Scud-A)于1955年2月在试飞，1955年9月在Project 611 (祖鲁级)潜艇上试射。型号研制于1955年8月转移给Makeev的SKB-385。1959年实战部署在611级及Project 629 (高尔夫级)弹道导弹常规潜艇. 服役期间，发射77次，其中59次成功。

#### R-17

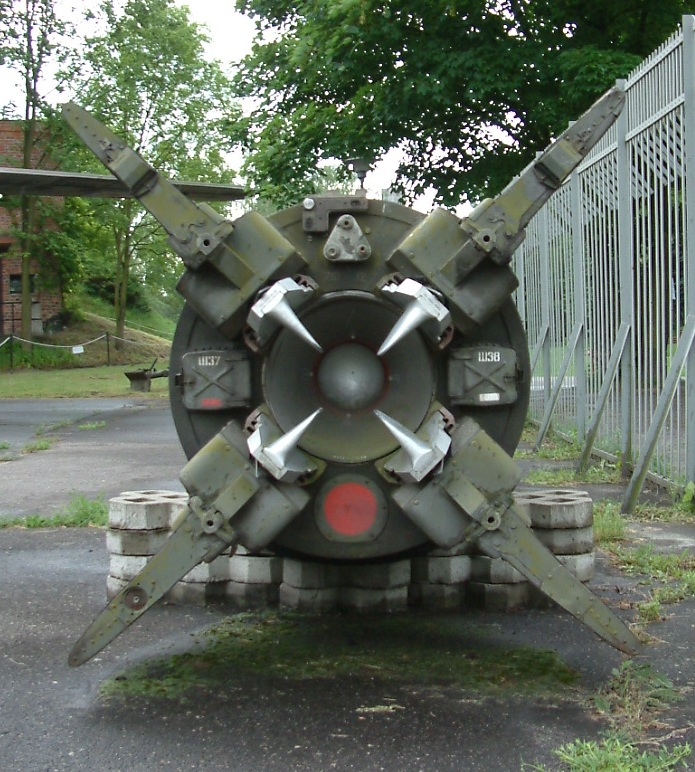
8K14导弹后视图

R-11的后继型号是R-17 (SS-1C 飞毛腿-B), 并在1970年代改称R-300，产量估计7,000套。服役于32个国家，还有4个国家仿制。1961年首飞，1964年入役。
R-17可携带常规、核、化学或集束弹头。最初使用履带式底盘作为2P19直立式發射架運輸載具(TEL), 但不久改为Titan Central Design Bureau的轮式底盘，1967年入役。 MAZ-543车辆作为9P117 Uragan.使用液压动力把导弹起竖，这需要4分钟才能发射。

#### 飞毛腿-C
Makeyev  OKB研制的R-17增程型，西方称为飞毛腿-C，1965年在Kapustin Yar卡普斯京亚尔靶场首飞。, 射程500–600 km，但战斗载荷降低了。当时苏联有更好的替代装备，如TR-1 Temp (SS-12 Scaleboard),因此飞毛腿-C并没有被苏军列装。

#### 飞毛腿-D
R-17 VTO增强了R-17的精度。The Central Scientific Research Institute for Automation and Hydraulics (TsNIAAG)1968年开始这一项目。1979年9月首飞。1989年入役，型号为9K720 Aerofon。 此时，苏军有了更为先进的OTR-21 Tochka (SS-21) 与R-400 Oka (SS-23), 飞毛腿-D针对出口市场。

#### 技术性能
| NATO codename  | 飞毛腿-A | 飞毛腿-B   | 飞毛腿-C | 飞毛腿-D |
| -------------- | -------- | ---------- | -------- | -------- |
| 美国国防情报局 | SS-1b    | SS-1c      | SS-1d    | SS-1e    |
| 研制型号       | R-11     | R-17/R-300 |          | R-17 VTO |
| 入役时间       | 1957     | 1964       | 1965     | 1989     |
| 弹长           | 10.7 m   | 11.25 m    | 11.25 m  | 12.29 m  |
| 弹径           | 0.88 m   | 0.88 m     | 0.88 m   | 0.88 m   |
| 发射重量       | 4,400kg  | 5,900 kg   | 6,400 kg | 6,500 kg |
| 射程           | 180 km   | 300 km     | 550 km   | 1,000 km |
| 载重           | 950 kg   | 985 kg     | 600 kg   | 985 kg   |
| 精度 (CEP)     | 3,000 m  | 450 m      | 700 m    | 50 m     |

### 朝鲜
朝鲜民主主义人民共和国在冷战期间进口了飞毛腿导弹，并进行了逆向仿制，称为火星炮5、6、7型，于2006年进行了导弹试射。

### 伊拉克
「飞毛腿」这个名字也被用来指同一种导弹经伊拉克修改的版本，修改后增加射程。根據報導，美国的爱国者导弹系统能成功拦截伊拉克的飛毛腿导弹，但许多评论家称爱国者导弹的戰果被严重夸大，实际上有85%的攔截失败率。这些飛毛腿导弹对以色列而言是最有威脅性的进攻性武器之一，尤其是其可携带生化武器的擴充性。
最终，飞毛腿导弹直接造成了一名以色列人，以及28名美国士兵（导弹击中了位于沙特阿拉伯首都利雅得的一座宾夕法尼亚州国民警卫队兵营）的死亡。针对飞毛腿导弹的搜索耗用了自愿联盟空军大约三分之一的力量。借助于“运输-起竖-发射”（TEL）三用车，这些导弹可以被非常机动地运输，并且难以被捕捉；美国和英国的特种部队成员经常承担在敌军的防线后方搜索并破坏这些导弹的任务。对于上述集团而言，消除来自飞毛腿导弹的威胁是有着特殊重要性的。正如以色列曾经扬言，如果侵袭继续，便将加入对伊拉克的战争，但这会分裂反以阿拉伯国家组成的攻打伊拉克的联盟，也会大大加重美国和英国的战争代价。
伊拉克发展了四种改型：飞毛腿导弹（Scud）、远程飞毛腿导弹（longer-range Scud或Scud LR）、侯赛因（Al Hussein）和阿巴斯（Al Abbas）。除了那些几乎未经改造的武器之外，这些导弹并不成功，因为它们往往在飞行过程中崩解，并且只能搭载小弹头。

## 作战历史

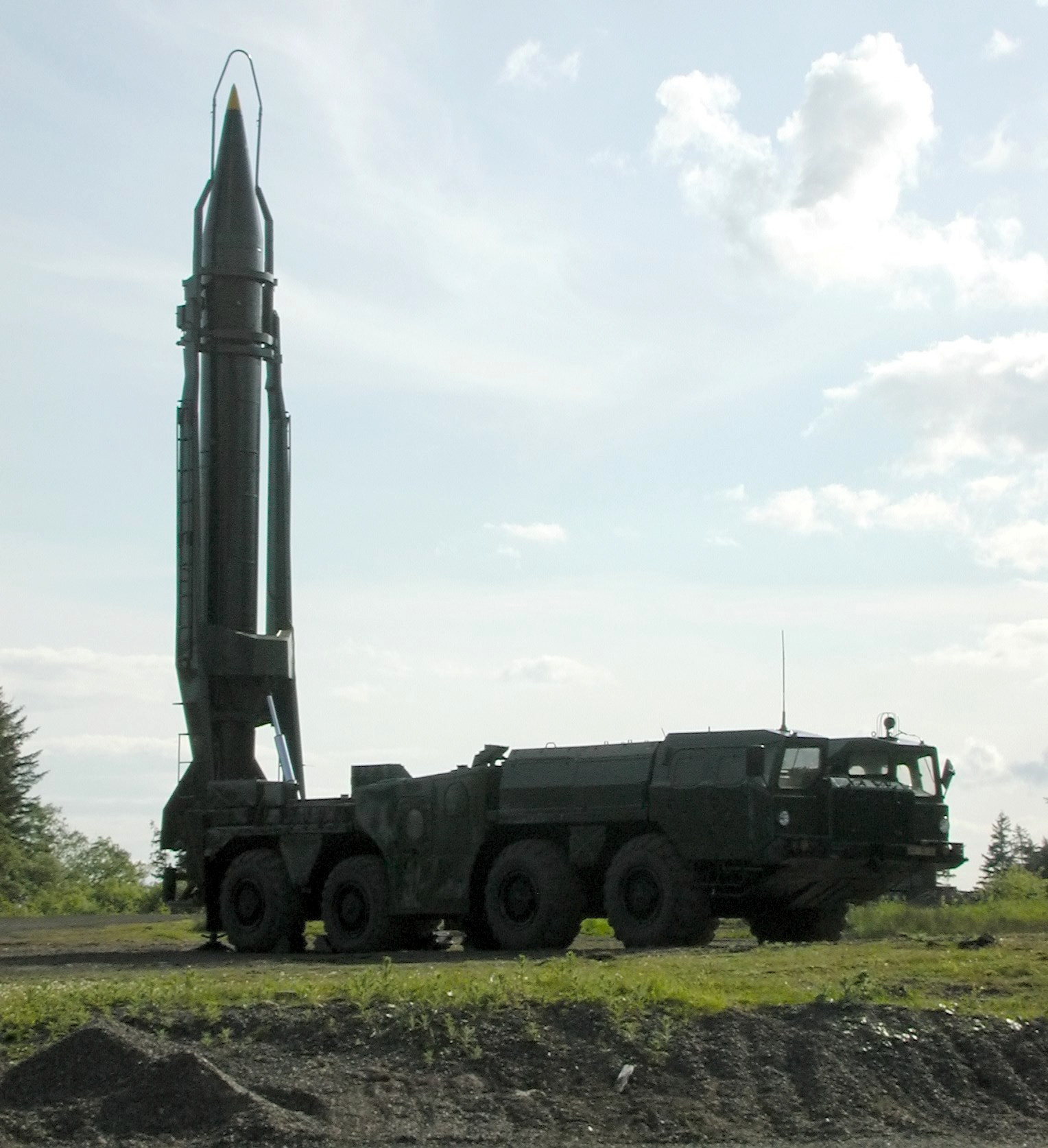
Scud Transporter Erector Launcher (TEL) with missile in upright position

飞毛腿导弹（包括衍生物）是少数在实战中被使用的弹道导弹之一，发射总数仅次于V-2火箭（地堡-U是唯一其他“盛怒之下”发射的弹道导弹）。

## 当前使用国
- 俄羅斯

- 阿富汗

- 亞美尼亞

- 伊朗

- 伊拉克

- 利比亞

- 埃及

## 以前使用国
- 苏联

## 参閲
- NMD
- 沙哈布一型（Shahab-1）：伊朗版本的飞毛腿-B
- 大浦洞-1飛彈、大浦洞-2飛彈、火星6型彈道飛彈：北韓以飛毛腿飛彈的技術研發的中長程飛彈